# تاكيشي أوكاموتو
تاكيشي أوكاموتو (باليابانية: 岡本 剛史) (مواليد 27 مايو 1991)، هو لاعب كرة قدم ياباني سابق كان يلعب كمهاجم.

## وصلات خارجية
- تاكيشي أوكاموتو على موقع رابطة كرة القدم اليابانية للمحترفين (اليابانية)
- تاكيشي أوكاموتو على موقع Soccerway.com (الإنجليزية)